# Мористые
Мори́стые — группа из двух островов в море Лаптевых в центральной части архипелага Северная Земля (Россия). Административно относятся к Таймырскому Долгано-Ненецкому району Красноярского края.
Расположены в 2,5 километра к востоку от мыса Бухтеева — юго-восточной точки острова Комсомолец.
Состоят из двух небольших островов размером не более 250 метров. Существенных возвышенностей не имеют. Глубина моря у берегов островов — около 20 метров.

## Топографические карты
- Лист карты U-47-XXXI,XXXII,XXXIII бух. Кренкеля. Масштаб: 1 : 200 000. Состояние местности на 1988 год. Издание 1992 г.